# 529年
| 千纪： | 1千纪 |
| 世纪： | 5世纪 \| 6世纪 \| 7世纪 |
| 年代： | 490年代 \| 500年代 \| 510年代 \| 520年代 \| 530年代 \| 540年代 \| 550年代                                                                      |
| 年份： | 524年 \| 525年 \| 526年 \| 527年 \| 528年 \| 529年 \| 530年 \| 531年 \| 532年 \| 533年 \| 534年                                                |
| 纪年： | 己酉年（鸡年）；北魏永安二年；南朝梁大通三年，中大通元年；高昌甘露五年；劉蠡升神嘉五年；邢杲天统二年；万俟醜奴神獸二年；元顥孝基元年，建武元年 |

## 大事记
- 梁武帝蕭衍第二次至同泰寺舉行「四部無遮大會」，脫下帝袍，換上僧衣，捨身出家，九月十六日講解《涅槃經》，群臣捐錢一億，向「三寶」禱告，請求贖回「皇帝菩薩」。
- 東羅馬帝國皇帝查士丁尼一世下令關閉柏拉圖學院。
- 元顥入洛，南朝梁將軍陳慶之乘北魏征討邢杲之時，率軍護送元顥北歸，魏孝莊帝元子攸逃離洛陽，元顥入洛陽後改元建武，不久爾朱榮派爾朱兆、賀拔勝反擊，元顥兵敗逃走，在臨潁縣被江豐殺死。
- 爾朱兆敗邢杲於濟南，俘至洛陽殺死。

## 逝世
- 邢杲，北朝時河北起事領袖。
- 元顥，魏獻文帝拓跋弘之孫，北海王元詳之子。